# Större medelhavsabborre
Större medelhavsabborre (Serranus tortugarum) är en havsabborrfisk som lever i östra Atlanten. Likt många havsabborrar är arten hermafrodit.

## Utseende
En avlång, kraftigt byggd fisk med iögonfallande färgteckning: Ovansidan är rödbrun med ljusare tvärstrimmor, medan undersidan är elfenbensvit med röda längsstrimmor. På analfenan finns en blå fläck. Gällocket har två taggar. Ryggfenan är uppdelad i två delar: En främre med 10 taggstrålar, och en bakre med 13 till 15 mjukstrålar. Analfenan har 3 taggstrålar och 7 till 8 mjukstrålar. Som mest kan arten bli 40 cm lång.

## Ekologi
Den större medelhavsabborren lever på klipphyllor och -sluttningar, sjögräsbäddar samt gyttje- och sandbottnar på mellan 5 och 500 meters djup där den lever av fisk, bläckfisk och kräftdjur.

### Fortplantning
Arten är hermafrodit, som först blir könsmogen som hane, för att senare byta kön till hona. Vissa individer kan emellertid producera både ägg och mjölke samtidigt.

## Utbredning
Utbredningsområdet omfattar östra Atlanten från Biscayabukten (sällsynt norr om denna) söderut över Azorerna, Madeira, Kanarieöarna, Medelhavet och västra Svarta havet runt Sydafrikas spets till KwaZulu-Natal. Den har påträffats i Röda havet och i Engelska kanalen, senast sommaren 1996 utanför Cornwall (fisken fördes till ett närbeläget, offentligt akvarium).

## Betydelse för människan
Arten är föremål för sportfiske och ett mindre, kommersiellt fiske. Den förekommer också i offentliga akvarier.